# 次调和函数
次调和函数（subharmonic）是數學上對函數的一種分類，常用在偏微分方程、複變分析及位勢論中。
次调和函数類似單變數的凸函数。若一凸函数和一線段相交於二點，在這二點內凸函数的圖形會在線段的下方。相似的，若在次调和函数在球邊界上的值不大於调和函数的值，則若在次调和函数在球內的值也不大於调和函数的值。
若將以上的「不大於」改為「不小於」，就可以定義過調和函數（Superharmonic）。過調和函數其實就是次调和函数的加法逆元，因此有關次调和函数的性質都可以轉換為過调和函数的對應性質。

## 正式定義
次調和函數的正式定義可以表示如下。令{\displaystyle G}是欧几里得空间 {\displaystyle \mathbb {R} ^{n}}的子集，且令
{\displaystyle \varphi \colon G\to \mathbb {R} \cup \{-\infty \}}
為上半連續函數。則{\displaystyle \varphi }稱為次調和函數，若針對所有{\displaystyle G}內，球心為{\displaystyle x}，半徑為{\displaystyle r}的閉球{\displaystyle {\overline {B(x,r)}}}，以及閉球{\displaystyle {\overline {B(x,r)}}}內的實值连续函数{\displaystyle h}，在{\displaystyle B(x,r)}上為调和函数，且在{\displaystyle B(x,r)}邊界{\displaystyle \partial B(x,r)}上的每一個{\displaystyle y}，都可以使{\displaystyle \varphi (y)\leq h(y)}成立。也就可以得到{\displaystyle \varphi (y)\leq h(y)}在所有{\displaystyle y\in B(x,r)}都成立。
若函數{\displaystyle u}為次調和函數，則函數{\displaystyle -u}即為過調和函數。

## 性質
- 一函數為调和函数当且仅当其為次调和函数且是過调和函数。
- 若{\displaystyle \phi }在{\displaystyle \mathbb {R} ^{n}}內的开集{\displaystyle G}中為C2（二次連續可微），則{\displaystyle \phi }為次調和函數当且仅当在{\displaystyle G}內{\displaystyle \Delta \phi \geq 0}成立，其中{\displaystyle \Delta }為拉普拉斯算子。
- 次調和函數的最大值在其內部的條件是該函數為常數，此為最大值定理（英语：maximum principle），王過，次調和函數的最小值可以在其內部。
- 次調和函數形成凸锥，也就是說，次調和函數正係數的線性組合，仍為次調和函數。
- 二個次調和函數的逐点最大值（英语：pointwise maximum）也是次調和函數。
- 次調和函數的遞減級數的極限也是次調和函數。
- 在一般的拓樸下，次調和函數不一定是連續的。不過可以引進fine topology（英语：fine topology (potential theory)）使其連續。